# 知识获取机制
知识获取机制藉由Knowledge engineers等建立、修改和扩充知识库，是专家系统中把问题求解的各种专门知识从人类专家的头脑中或其它知识源那里转换到知识库中的一个重要机构。

## 知识获取方法
- 手工
- 半自动
- 自动
- 智能化

## 知识获取
旨在研究如何从各种知识源中得到问题求解所需要的知识，并转换到计算机中。它是专家系统中最重要的研究课题。